# Elecciones municipales de San Rafael de 2023
Las elecciones en el departamento de San Rafael de 2023 tendrán lugar el 3 de septiembre de dicho año, desdoblándose de las elecciones provinciales. En dicha elección se elegirán intendente municipal y la mitad de los concejales.
Las candidaturas oficiales se definieron en las elecciones primarias, abiertas, simultáneas y obligatorias (PASO) que tuvieron lugar el 30 de abril.

## Candidaturas

### Declaradas
- Alfredo Andión (Unión Cívica Radical), empresario.[2]
- Juan Baldovin (Partido Demócrata).[2]
- María Josefina Benegas (PTS-MST).[2]
- Rodolfo Bianchi (Partido Libertario).[2]
- Sandra Carrieri (Partido Verde).
- Omar Félix (Partido Justicialista), ex intendente.[1]
- Bautista Franco (Partido Obrero).[2]
- Abel Freidemberg (Unión Cívica Radical), senador provincial.[3]
- Francisco Mondotte (Unión Cívica Radical), concejal.[3]
- Silvio Alberto Sánchez (Partido Valle Grande).[4]
- Miguel Ángel Sorroche (Partido Justicialista).[4]
- Nadir Yasuff (Partido Justicialista), concejal.[2]

### Descartadas
- Adrián Reche (Unión Cívica Radical), diputado provincial.[3]

## Resultados

### Elecciones primarias
Las elecciones primarias, abiertas, simultáneas y obligatorias (PASO) tuvieron lugar el 30 de abril de 2023. Se presentaron doce precandidatos a la intendencia por seis espacios políticos distintos. Para pasar a la elección general, es requisito sacar más del 3% de los votos, además de ganar la interna del partido al que se representa.
|  | 0,00 % |

|  | 45,77 % |

|  | 0,00 % |

|  | 0,00 % |

|  | 0,00 % |

|  | 40,46 % |

|  | 0,00 % |

|  | 0,00 % |

|  | 0,00 % |

|  | 10,24 % |

|  | 0,00 % |

|  | 0,00 % |

|  | 1,56 % |

|  | 0,00 % |

|  | 1,09 % |

|  | 0,88 % |

|  | 87,86 % |

|  | 3,08 % |

|  | 8,12 % |

|  | 0,94 % |

|  | 61,05 % |

|  | 100 % |

|  | 97,35 % |